# Inge Starejši
Inge Starejši (švedsko Inge Stenkilsson, staronordijsko Ingi Steinkelsson) je bil švedski kralj iz dinastije Stenkil, ki je vladal dvakrat: 1079 - 1084 in 1087- 1105, * ni znano, † okoli 1105.
Čeprav nam skromni viri ne dajejo popolne slike njegovega kraljevanja, je znano, da je bilo burno in uspešno. Bil je  pobožen kristjan, ki je ustanovil prvo opatijo na Švedskem in ostro ukrepal proti poganskim običajem. Kraljestvo je bilo še vedno nestabilno in je  temeljilo na zavezništvih plemičev. Ingejeva glavna in najmočnejša baza je bila v Västergötlandu in Östergötlandu. Ena od najzgodnejših kronik, ki omenjajo njegovo vladavino, ga pozna kot kralja Geatov (rex gautorum).

## Življenje
Inge je bil sin svojega predhodnika kralja Stenkila in švedske princese. Kraljestvo je delil s svojim verjetno starejšim bratom Halstenom Stenkilssonom. Po besedah njegovega sodobnika, kronista Adama iz Bremna, sta po Stenkilovi smrti vladala dva kralja kralja z imenom Erik in bila ubita. Nato je bil  iz Kijevske Rusije poklican Anund Gårdske, vendar je bil zavrnjen, ker ni hotel opravljati krvnih žrtvovanj v templju v Uppsali. Po eni od hipotez sta bila Anund in Inge ista oseba, saj več virov omenja Ingeja kot gorečega kristjana. Vse, kar je mogoče reči, je, da je okoli leta 1075, ko je Adam zaključil svojo kroniko, vladal Håkan Rdeči in da je bil Inge v neznanih okoliščinah ustoličen malo pred letom 1080.
V pismu papeža Gregorja VII. Ingeju iz leta 1080 je imenovan »švedski kralj«, v kasnejšem pismu iz leta 1081 pa se on in njegov brat Halsten ali Håkan Rdeči imenujejo kralji Zahodnih Geatov. Razlika bi lahko pomenila spremembo ozemlja, saj obe pismi zadevata širjenje krščanstva na Švedskem in plačevanje desetine papežu.

### Vzpon Blot-Svena in Ingejev izgon
Inge je bil morda že v 1080. letih prisiljen odstopiti zaradi nespoštovanja starih običajev in neopravljanja poganskega krvnega žrtvovanja. Za kralja je bil izvoljen Blot-Sven (Sven Žrtvovalec). Svenov vzpon in Ingejev izgon v Västergötland opisuje Saga o Hervararju. Inge se je po treh letih vrnil, da bi ubil Blot-Svena in ponovno zasedel švedski prestol. Podobna zgodba je tudi v Orknejski sagi.
V Västergötlandu je Inge živel v Bjurumu blizu sedanjega Falköpinga. Rden od njegovih dvornih pesnikov je bil islandski skald Markús Skeggjason, ki je bil od leta 1084 pravni zagovornik Islandije. Zdi se, da je prav on vir podrobnosti o Ingeju in Blot-Svenu v nordijski književnosti. Inge je vladal v skladu z zahodnogotskimi zakoni in nikoli ni kršil lokalnih zakonov.

### Kasnejša leta
Okoli leta 1100 sta Inge in kraljica Helena ustanovila opatijo Vreta blizu današnjega Linköpinga v Östergötlandu. V opatiji je bil prvi samostan na Švedskem in eden najstarejših v Skandinaviji. Opatija je pripadala benediktinskemu redu in je bila ustanovljena na ukaz papeža Pashala II. Kot korak v pripravi skandinavske nadškofije v Lundu na Danskem leta 1993 je bil sestavljen seznam švedskih sedežev in provinc (Nomina ciuitatum in suethia), ki daje vpogled v obseg Ingejevega kraljestva. Navedena so imena mest Scara, Lionga, Kaupinga, Tuna, Strigin, Sigituna in Arosa. Od teh sta Scara in Sigituna zlahka prepoznana  kot Skara in Sigtuna. Obe kot sedeža škofov omenja tudi Adam Bremenski. Lionga in Strigin sta verjetno Linköping in Strängnäs, druge pa je teže prepoznati. To so bili morda kraji s precejšnjim krščanskim prebivalstvom, ne pa stabilne upravne enote. Omemba  Estonije in morda Finske morda kaže na misijonarske vplive ali ambicije, kar pa ne pomeni, da so ta območja pripadala Ingejinemu kraljestvu. Zznano je tudi, da je Inge eno od svojih hčera poročila z novgorodskim knezom, kar kaže na aktivno dinastično politiko, usmerjeno proti vzhodu.
Približno v tem času sta bila Inge in norveški kralj Magnus Bosonogi v vojni, saj je Magnus hrepenel po pokrajini Dalsland. V Kållandsöju ob jezeru Vänern je bila zgrajena norveška utrdba, ki jo je Inge osvojil v napadu preko zaledenelega jezera. Malo kasneje je Magnus s svežimi četami  napadel zahodno Švedsko, vendar ga je Inge pri Fuxarneju prestregel. Geati so norveško vojsko pregnali z bojišča in Magnus je komaj rešil življenje. Leta 1101 se je vojna končala z mirovnim sporazumom, sklenjenim v Kungahäli. V sporazum je bil vključen tudi danski kralj Erik I. Erik je pred svojim ustoličenjem preživel nekaj časa v izgnanstvu na Švedskem in je zato verjetno imel dobre odnose s Stenkili. Na tem srečanju je Inge dal svojo hčer Margareto za ženo kralju Magnusu in  Dalsland kot njeno doto.

## Smrt
Hervararjeva saga pripoveduje, da je Inge umrl star in vladal do svoje smrti. Natančen datum njegove smrti ni znan. Umrl je morda okoli leta 1110. Lokalno izročilo pravi, da je bil prvotno pokopan v majhni cerkvi v Bjurumu in kasneje prestavljen na drugo lokacijo. Obstaja tudi njegov nagrobnik na zapuščenem cerkvenem pokopališču v Hångerju in poseben kenotaf med drugimi kraljevimi nagrobnimi kapelami v opatiji Varnhem. Njegov grob je najverjetneje niz ostankov, najdenih v opatiji Vreta v delu opatijske cerkve, ki jo je postavil Ingejev sin Ragnvald. Vsa okostja, ki bi lahko pripadala Ingeju, so zelo visoka, dolga približno dva metra, kar nakazuje, da je bil Snorrijev opis točen.

## Družina
Kralj Inge je bil poročen s Heleno, domnevno sestro kralja Blot-Svena. Skupaj z njo sta ustanovila samostan Vreta. Ingejev sin Ranghvald je umrl še preden bi lahko nasledil očetov prestol. Ingeja sta zato nasledila nečaka  
Filip Halstensson in  Inge Mlajši, sinova Ingejevega starejšega brata Halstena Stenkilssona.
Inge in kraljica Helena sta imela štiri otroke:
- Kristino, poročeno s knezom  Mstislavom I. Novgorodskim, kasnejšim vojvodom Kijeva,
- Ragnvalda, očeta Ingrid Ragnvaldsdotter; zgodovinar Sven Tunberg je domneval, da je istoveten z Ragnvaldom Knaphövdejem,[18]
- Margareto Fredkulla, poročeno z norveškim kraljem  Magnusom Bosonogim in za njim s kraljem Nielsom Danskim, in
- Katarino, poročeno z danskim princem  Björnom Haraldssonom.